# Ennomos schultzi
Ennomos schultzi är en fjärilsart som beskrevs av Siebert 1907. Ennomos schultzi ingår i släktet Ennomos och familjen mätare. Inga underarter finns listade i Catalogue of Life.